# Championnat de France de rugby à XIII de 2e division 2017-2018
Navigation
Édition précédente Édition suivante
Le Championnat de France de rugby à XIII d'Élite 2 2017-18 ou Élite 2 2017-2018 oppose pour la saison 2017-2018 les meilleures équipes françaises de rugby à XIII de seconde division au nombre de dix du 30 septembre 2017 au 27 mai 2018. La finale se déroule au Barcarès et voit la victoire de Villegailhenc contre Limoux.

## Liste des équipes en compétition
| Baho Carpentras Entraigues Ferrals Lescure-Arthès Lyon-Villeurbanne Salon-de-Provence Villefranche Villegailhenc Villeneuve-M |

| Club                     |
| ------------------------ |
| Baho                     |
| Carpentras               |
| Entraigues-sur-la-Sorgue |
| Ferrals-les-Corbières    |
| Lescure-Arthes           |
| Lyon-Villeurbanne        |
| Salon-de-Provence        |
| Villefranche-de-Rouergue |
| Villegailhenc            |
| Villeneuve-Minervois     |

### Classement de la première phase
| Rang | Club                 | J  | V  | N | D  | Bo | Bd | Pm  | Pe  | Diff | Pts |
| ---- | -------------------- | -- | -- | - | -- | -- | -- | --- | --- | ---- | --- |
| 1    | Villefranche         | 18 | 15 | 0 | 3  | 0  | 0  | 762 | 298 | +464 | 48  |
| 2    | Baho                 | 18 | 15 | 0 | 3  | 0  | 0  | 706 | 395 | +311 | 47  |
| 3    | Villegailhenc        | 18 | 11 | 0 | 7  | 0  | 0  | 529 | 345 | +184 | 39  |
| 4    | Entraigues           | 18 | 11 | 1 | 6  | 0  | 0  | 461 | 470 | -9   | 37  |
| 5    | Lescure-Arthès       | 18 | 10 | 0 | 8  | 0  | 0  | 513 | 435 | +78  | 34  |
| 6    | Carpentras           | 18 | 9  | 0 | 9  | 0  | 1  | 450 | 508 | -58  | 31  |
| 7    | Lyon-Villeurbanne    | 18 | 6  | 0 | 12 | 0  | 0  | 426 | 535 | -109 | 25  |
| 8    | Ferrals              | 18 | 5  | 1 | 12 | 0  | 0  | 378 | 555 | -177 | 21  |
| 9    | Salon-de-Provence    | 17 | 5  | 0 | 12 | 0  | 0  | 430 | 698 | -268 | 18  |
| 10   | Villeneuve-Minervois | 18 | 2  | 0 | 16 | 0  | 0  | 299 | 717 | -418 | 10  |

|  | Qualifiés pour les demi-finales                      |
|  | Qualifiés pour les barrages d'accès aux demi-finales |

Attribution des points : victoire : 3, défaite par 12 points d'écart ou moins : 1 (point bonus), défaite par plus de 12 points d'écart : 0.
En cas d'égalité du nombre de points de classement, c'est la différence de points particulière qui s'obtient en soustrayant du cumul des points des scores marqués par l'équipe, le cumul des points des scores qu'elle a 
encaissés contre l'équipe avec laquelle elle se trouve à égalité dans la compétition.

### Phase finale
|  | Quarts-de-finale 16 et 17 juin 2018 | Quarts-de-finale 16 et 17 juin 2018 |                          |    | Demi-finales 23 et 24 juin 2018 | Demi-finales 23 et 24 juin 2018 |  |  | Finale 1er juillet 2018 | Finale 1er juillet 2018 |
|  | Quarts-de-finale 16 et 17 juin 2018 | Quarts-de-finale 16 et 17 juin 2018 |                          |    | Demi-finales 23 et 24 juin 2018 | Demi-finales 23 et 24 juin 2018 |  |  | Finale 1er juillet 2018 | Finale 1er juillet 2018 |
|  |                                     |                                     |                          |    |                                 |                                 |  |  |                         |                         |
|  |                                     |                                     |                          |    |                                 |                                 |  |  | Le Barcarès             |                         |
|  |                                     |                                     |                          |    |                                 |                                 |  |  |                         |                         |
|  | Villefranche-de-Rouergue            | 8                                   |                          |    |                                 |                                 |  |  |                         |                         |
|  | Villefranche-de-Rouergue            | 8                                   | Entraigues-sur-la-Sorgue | 28 |                                 |                                 |  |  |                         |                         |
|  | Lescure-Arthes                      | 31                                  | Entraigues-sur-la-Sorgue | 28 |                                 |                                 |  |  |                         |                         |
|  | Lescure-Arthes                      | 31                                  | Lescure-Arthes           | 33 |                                 |                                 |  |  |                         |                         |
|  |                                     |                                     | Lescure-Arthes           | 33 | Lescure-Arthes                  | 16                              |  |  |                         |                         |
|  |                                     |                                     |                          |    | Lescure-Arthes                  | 16                              |  |  |                         |                         |
|  |                                     | Villegailhenc                       | 23                       |    |                                 |                                 |  |  |                         |                         |
|  | Villegailhenc                       | Villegailhenc                       | 23                       | 46 |                                 |                                 |  |  |                         |                         |
|  | Villegailhenc                       | Baho                                | 6                        | 46 |                                 |                                 |  |  |                         |                         |
|  | Carpentras                          | Baho                                | 6                        | 18 |                                 |                                 |  |  |                         |                         |
|  | Carpentras                          | Villegailhenc                       | 41                       | 18 |                                 |                                 |  |  |                         |                         |
|  |                                     | Villegailhenc                       | 41                       |    |                                 |                                 |  |  |                         |                         |

### Finale
(mt : -)
Points marqués :
Évolution du score : 
Arbitre : 
Spectateurs : 